# Michael D. Fried
Michael David Fried  američki matematičar

## Životopis
Michael David Fried, američki matematičar, najprije je diplomirao električno inženjerstvo i tri godine radio na programima leta na Mjesec i razvoja nuklearnih podmornica.  Matematiku je doktorirao 1967. na Sveučilištu Michigan.  Predavao je na više sveučilišta, od toga 26 godina    na Sveučilištu u Kaliforniji, Irvine, odakle je, kao redoviti profesor otišao u mirovinu 2003. godine.  Nakon umirovljenja živi u Montani. Od 2013.  istaknuti je član Američkog matematičkog društva (Fellows of the AMS).

## Znanstveni rad
Friedov matematički interes u području je   aritmetičke geometrije i inverznog Galoisova problema.  Pristupom koji je kombinacija metode Galoisove teorije, teorije Riemannovih ploha,  algebarskih krivulja i njihovih prostora modula, modularnih krivulja,  teorije grupa i njihovih reprezentacija,   riješio je neke neriješene probleme ili postavio temelje za njihovo rješavanje.  Svoj matematički život detaljno je opisao na osobnoj web stranici gdje je članke podijelio u četiri skupine.
U prvoj prevladavaju članci u kojima je uveo metodu rješavanja diofantskih problema zasnovanu na Lemi o ciklusima grananja i Hurwitzovim prostorima,
a u drugoj je glavna tema Hilbertov teorem o ireducibilnosti.
Te su dvije skupine pod zajedničkim naslovom  Aritmetički natkrivači; Regularni inverzni Galoisov problem .
Treću skupinu čine članci o diofantskim problemima nad konačnim poljima, posebice rješenja Schurova i Davenportova problema 
..
U četvrtoj su skupini radovi o  modularnim tornjevima (tornjevi Hurwitzovih prostora koje je uveo Fried, a koji poopćuju tornjeve modularnih krivulja). Sintezu i presjek svog matematičkog rada iznio je u.
Friedovi radovi često imaju i šire kulturološko značenje.  Na primjer, u članku  What Gauss told Riemann about Abel's Theorem (Što je Gauss rekao Riemannu o Abelovu teoremu) pokušava znanstveno rekonstruirati vezu trojice vodećih matematičara 19. stoljeća Gaussa, Abela i Riemanna.

## Stručni rad
Fried je suator vrlo utjecajne monografije Field Arithmetic koja je doživjela nekoliko izdanja.  Bio je organizator više važnih konferencija, urednik monografija i časopisa, između ostaloga i član uredništva jednog od vodećih matematičkih časopisa Bulletin of the American Mathematical Society.

## Vanjske poveznice
- Michael Fried's Home Page,  http://www.math.uci.edu/~mfried/  Arhivirana inačica izvorne stranice od 12. veljače 2016. (Wayback Machine)
- http://www.genealogy.math.ndsu.nodak.edu/id.php?id=5462